# ساحة بوشكينسكايا
تقع ساحة بوشكينسكايا أو ساحة بوشكين (بالروسية: Пу́шкинская пло́щадь) في مقاطعة تفرسكوي ‏ بوسط موسكو. كانت تُعرف تاريخياً باسم ساحة ستراستنايا، وأعيد تسميتها باسم ألكسندر بوشكين في عام 1937.
وهي تقع عند تقاطع شارع بوليفارد رينج ‏ وشارع تفرسكايا ‏، على بعد 2 كيلومتر (1.2 ميل) شمال غرب الكرملين. تعتبر الساحة واحدة من أكثر الساحات ازدحاماً على مستوى موسكو وعلى مستوى العالم أيضاً.
نشأ اسم ساحة ستراستنايا السابق من دير العاطفة (بالروسية: Страстной монастырь)، الذي هُدم في ثلاثينيات القرن العشرين.
في وسط الساحة يوجد تمثال شهير لبوشكين، تم تمويله من خلال الاكتتاب العام وكشف النقاب عنه من قبل إيفان تورغينيف وفيودور دوستويفسكي في عام 1880. في عام 1950، نقل جوزيف ستالين التمثال إلى الجانب الآخر من شارع تفرسكايا، حيث كان دير آلام المسيح قائم سابقاً. في 5 ديسمبر 1965، حدث هنا اجتماع جلاسنوست ‏، وهو أول مظاهرة سياسية عامة عفوية في الاتحاد السوفيتي بعد الحرب العالمية الثانية.